# Балиновци
Балѝновци е село в Северна България, община Габрово, област Габрово.

## География
Село Балиновци се намира на около 7 km североизточно от центъра на областния град Габрово и около километър север-североизточно от село Донино. Разположено е в югоизточните подножия на платото Стражата, западно покрай първокласния републикански път I-5 (Русе – Велико Търново – Дряново – Габрово – Казанлък – ГКПП Маказа - Нимфея), частично съвпадащ с Европейски път Е85. Климатът е умерено – континентален, отличаващ се със студена зима и сравнително топло лято. Средната надморска височина е около 480 m, а преобладаващият наклон на терена е на северозапад.
От първокласния път се отклонява общински път през Балиновци, който води на юг до Донино.

## История
През 1960 г. дотогавашното населено място колиби Шѝпчените е преименувано на Балѝновци, а през 1995 г. колиби Балиновци придобива статута на село.

## Население
Населението на село Балиновци наброява 77 души при преброяването към 1934 г., намалява до минимума си – 10 души към 1985 г., а по текущата демографска статистика за населението към 2019 г. наброява 15 души.
Преброяване на населението през 2011 г.
Численост и дял на етническите групи според преброяването на населението през 2011 г.:
|                     | Численост | Дял (в %) |
| Общо                | 14        | 100,00    |
| Българи             | 14        | 100,00    |
| Турци               | 0         | 0,00      |
| Цигани              | 0         | 0,00      |
| Други               | 0         | 0,00      |
| Не се самоопределят | 0         | 0,00      |
| Неотговорили        | 0         | 0,00      |